# 洛齐奥
洛齐奥（義大利語：Lozio），是意大利布雷西亚省的一个市镇。总面积23平方公里，人口411人，人口密度17.9人/平方公里（2009年）。国家统计（ISTAT）代码为017095。